# Lincang
Lincang (chiń. 临沧; pinyin Líncāng) – miasto o statusie prefektury miejskiej w południowych Chinach, w prowincji Junnan. Prefektura miejska w 1999 roku liczyła 2 127 531 mieszkańców. W mieście zlokalizowany jest port lotniczy Lincang.